# Gildas de Rhuys
Gildas de Rhuys (Strathclyde, Escòcia, vers 496 o 516 - Rhuys, Bretanya, França, vers 570) fou un eclesiàstic i monjo destacat de l'església celta-cristiana a Britànnia. Pels seus coneixements i estil literari, fou conegut com a Gildas Sapiens o Gildas el Savi. Fragments de cartes escrites per ell ens revelen que va crear una regla monàstica, més austera que l'escrita pel seu contemporani sant David. És venerat com a sant per l'Església catòlica.

## Vida
Existeixen dos textos que ens parlen sobre la seva vida: el primer va ser escrit per un monjo de Rhuys a Bretanya, probablement el segle ix; el segon, escrit per Caradoc de Llancarfan, contemporani i amic de Jofré de Monmouth, de mitjan segle xii. Caradoc no esmenta cap relació amb Bretanya. Per tant, molts estudiosos han considerat que aquestes dues vides són de personatges diferents; tanmateix, en altres detalls, els dos textos es complementen.
En De excidio Britanniae, Gildas esmenta que l'any del seu naixement va ser el mateix en el qual va tenir lloc la batalla de la Muntanya Badon, prop de l'any 500. Els Annales Cambriae indiquen que la seva mort va ser l'any 570, mentre que els Annals de Tigernach, diuen que va ser el 569.

### El text de Rhuys
Aquest text, realitzat per un escriba anònim, diu que Gildas era fill de Caunus —Caw, en anglès— i que va néixer al districte de Arecluta (Alt Clut o Strathclyde). Va ser lliurat a la cura de sant Hildut —Illtud, en anglès—, on fou educat amb Samsó i Pau, condeixebles seus. Més tard marxaria a Iren (Irlanda) per continuar-hi els estudis. Ja ordenat sacerdot, viatjaria al nord de Britànnia a predicar als pagans. La que seria santa Brígida d'Irlanda, morta el 524, li va demanar un símbol per a l'eremita on era retirada i Gildas va fondre una campana que li va enviar. Ainmeric, rei de tot Irlanda —Ainmere, en anglès—, va demanar a Gildas que hi restablís el poder de l'Església, i Gildas va fer-ho.
Va anar a Roma i després a Ravenna. En torna, es va establir a l'illa de Rhuys, on va portar una vida solitària. Més tard, hi construiria un monestir; també va construir un oratori a la vora del riu Blavet. Deu anys després de la seva sortida de Britànnia, va escriure un llibre de gènere epistolar, en el qual criticava cinc dels reis britons. Hi va morir el 29 de gener i, el seu cos, d'acord amb els seus desitjos, va ser col·locat en una barca que es va deixar a la deriva. Tres mesos més tard, l'11 de maig, els habitants de Rhuys van trobar la barca en un rierol amb el seu cos encara intacte. El van portar a Rhuys i l'hi van enterrar.

### El text de Llancarfan
Influït per Godofred o Jofre de Monmouth i el seu estil normand, Caradoc de Llancarfan fa una descripció de la vida de Gildas una mica diferent. Segons ell, Gildas va ser educat a la Gàl·lia i es va retirar a fer vida eremítica prop de Glastonbury, i fou sebollit en aquesta abadia d'aquesta localitat. Alguns experts que han estudiat el text, sospiten que aquesta afirmació podria respondre a la voluntat de donar publicitat a Glastonbury.
Caradoc explica com Gildas intervé entre el rei Artús i un tal rei Melwas del "País de l'Estiu", que havia raptat la princesa Ginebra i l'havia portat a un baluard a Glastonbury. Aviat arribà Artús per assetjar-lo, fins que Gildas aconseguí convèncer Melwas perquè alliberés Ginebra; els dos reis signaren la pau. Caradoc també relata com el germà de Gildas, Huail ap Caw, es va revoltar contra Artús en no reconèixer-lo com al seu senyor. Artús va perseguir Huail i el va assassinar: Gildas, que estava predicant a Armagh, va resultar molt afectat per la notícia.
A Gildas se li atribueix un himne anomenat Lorica, una oració per alliberar-se del dimoni, que és una interessant mostra de l'hiberno-llatí. Se li atribueix a més el proverbi Mab i Gaw que es troba al Llibre vermell de Talgarth (manuscrit 27 Llanstephan).
En una altra font històrica, Bonedd y Saint, s'indica que Gildas va tenir tres fills i una filla: Gwynnog ap Gildas i Noethon ap Gildas són anomenats al començament d'aquesta font, juntament amb la seva germana Dolgar. Un altre fill, anomenat Tydech, és anomenat més endavant. Iolo Morganwg, poeta, col·leccionista, antiquari i falsificador del segle xix, que fa servir fonts poc fiables, afegeix a la llista el sant Cenydd.

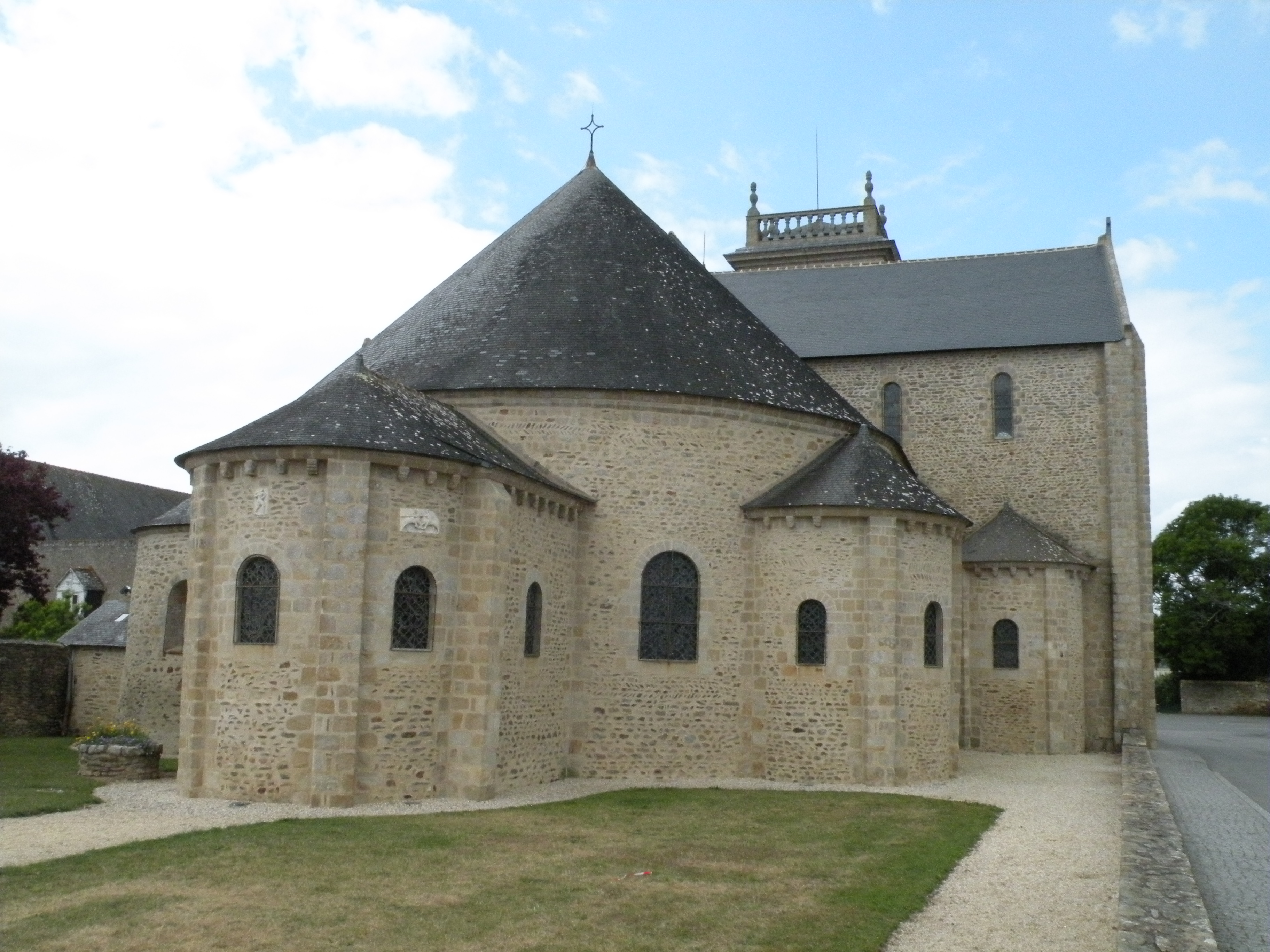
Abadia de Saint-Gildas-de-Rhuys
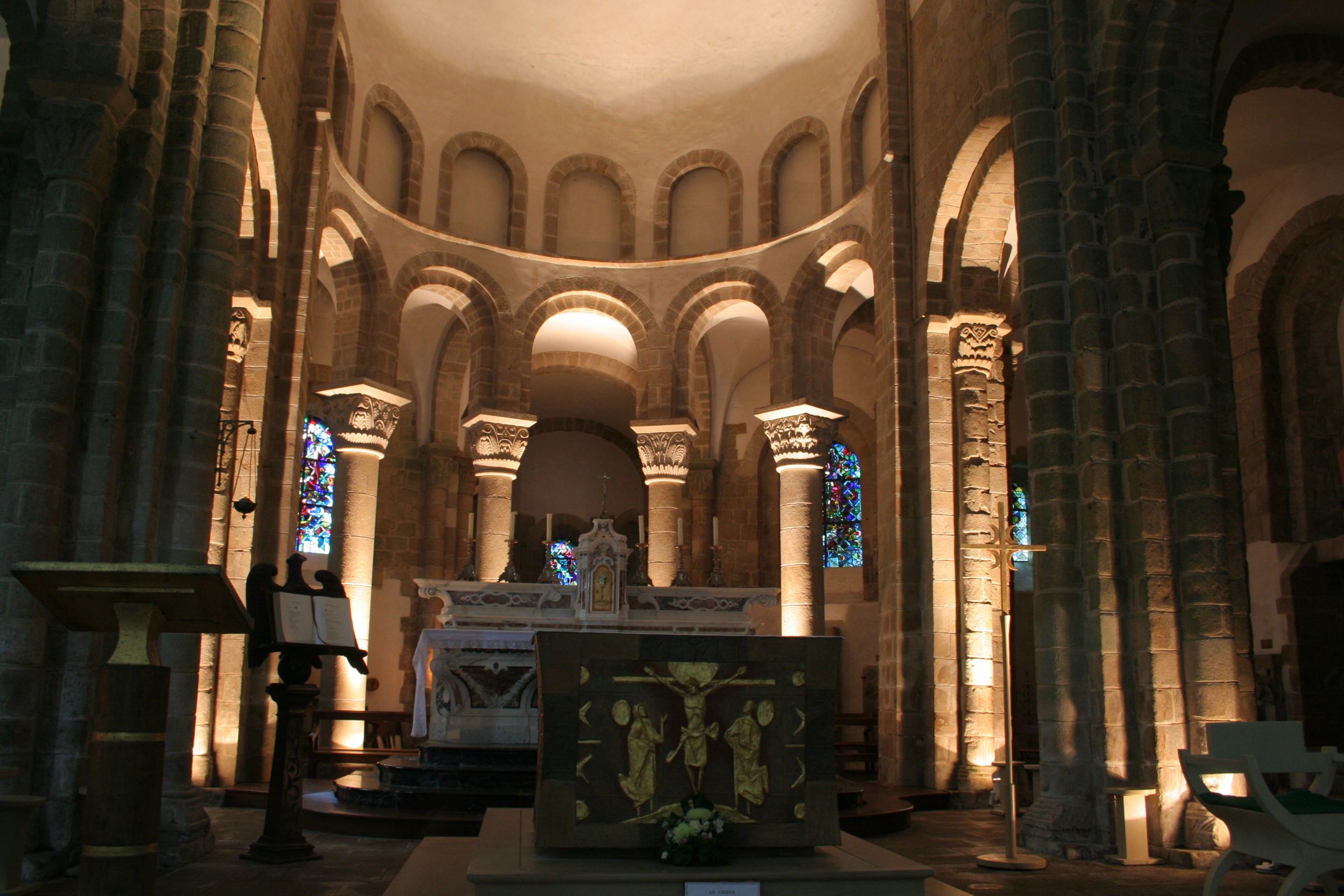
Altar de l'abadia de Saint-Gildas
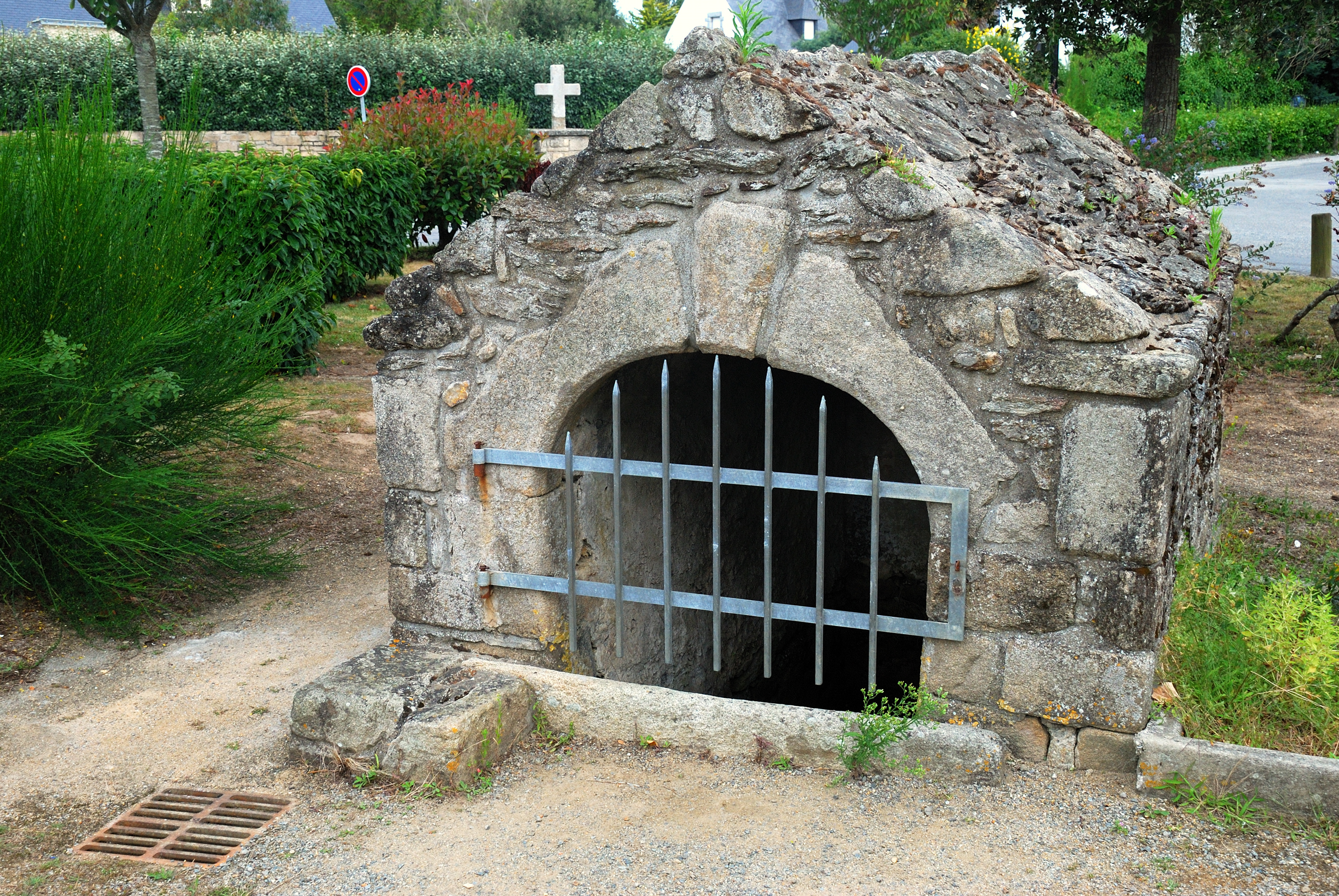
Font de Sant Gildas (Rhuys)

## Llegendes bretones sobre Gildas
Conomor sobirà de Poher, anomenat Conomor el Maleït, és presentat com una mena de Barbablava que matava les seves esposes quan quedaven prenyades o tenien el primer fill. La darrera esposa, Trifina, filla de Waroc'h I comte de Vannes i germana de Canau I i de Macliau), va donar a llum a Tremeur (Trec'h meur = gran vencedor), i Conomor va fer decapitar l'infant. Sant Gildas, però, va tornar a posar el cap de l'infant al seu lloc i recobrà la vida: l'infant va anar a recriminar al seu pare el seu acte i aquest, en veure el que suposava difunt, es va espantar tant que va morir. A la Vita de sant Gildas, és aquest mateix el causant del càstig en provocar la caiguda de les muralles del castell de Conomor. En altres versions, la decapitada fou santa Trifina, també ressuscitada per sant Gildas.

### Altres tradicions
Al nord de Gal·les, hi ha una forta tradició que situa la decapitació d'Huail, el germà de Gildas, a Ruthin, on es creu que la pedra on s'executà és a la plaça del poble. Un altre germà de Gildas, Celyn ap Caw, vivia a Garth Celyn, a la costa nord de Gwynedd.
D'altra banda, l'expert en el món celta i medievalista britànic David Durnville, suggereix que Gildas va ser el mestre de Vennià de Findbarr, el qual ho va ser de sant Columba d'Iona.

## De excidio Britanniae
De excidio Britanniae (Sobre la ruïna de Britànnia) és un sermó que consta de tres parts on Gildas condemna els actes dels seus contemporanis, tant laics com religiosos. En la primera part, Gildas narra, de forma breu, la història de la Britànnia Romana, des de la seva conquesta fins als temps en què ell viu. També explica la crida desesperada dels britans, demanant ajuda militar als romans davant la invasió dels saxons i l'heroica resistència liderada per Ambrosi Aurelià. També descriu la batalla del Mont Badon, més tard atribuïda al mateix rei Artús.
En la segona part, que comença amb l'asseveració: "Britànnia té reis que, tanmateix, són tirans; té jutges que, tanmateix, són tots impius". Gildas narra la vida i accions de cinc governants contemporanis: Constantí de Dumnònia; Aureli Caní; Vortipori dels dimetes (Demetae) —ara conegut com a Dyfed—; Cuneglasus, pel que sembla de "La Casa de l'Ós" (potser la "Fortalesa de l'Ós"), a Dinarth, de la regió del Rhos, al nord de Gal·les; i Maglocunus o Maelgwn de Gwynedd. Sense excepció, els descriu com a cruels, cobdiciosos i que viuen en pecat.
La tercera part comença amb les paraules: "Britania té predicadors, i tots són mentiders; nombrosos pastors, que són uns desvergonyits; clergues que són tots astuts saquejadors". Gildas continua amb el seu "jeremiat" contra el clergat de la seva època, però no fa servir noms en aquesta part i, per tant, no dona gaire llum sobre la història de l'església cristiana d'aquesta època.
La visió que es presenta en aquest treball sobre una terra devastada per invasors saquejadors i el desgovern de funcionaris corruptes, ha estat àmpliament acceptat pels experts durant segles, a causa que en ella no només va cabre la idea acceptada de la invasió dels bàrbars que van acabar amb la civilització romana dins dels límits de l'antic imperi, sinó perquè també explica la difícil qüestió de per què l'antiga Britànnia va ser una de les poques parts de l'Imperi Romà que no va adquirir una llengua romanç com van passar a la Gàl·lia i a Hispània. Tanmateix, cal recordar que la intenció de Gildas és la de predicar els seus contemporanis a la manera d'un profeta de l'Antic Testament, i no la deixar constància de fets històrics: si bé Gildas fa una de les primeres descripcions del Mur d'Adrià, omet els detalls allà on no contribueixen al seu missatge. No obstant això, De excidio Britanniae és considerat un dels treballs més importants no només sobre l'edat mitjana sinó de la història d'Anglaterra, ja que són pocs els treballs escrits a l'antiga província romana que ha aconseguit arribar fins a la nostra època.

### Influència en el període anglosaxó
Després de la conquesta de Britànnia descrita en De excidio, Gildas esdevingué un important model per als escriptors anglosaxons, tant si escrivien en llatí o en anglès. La Historia ecclesiastica gentis Anglorum de Beda està basada en gran part en el treball de Gildas per les seves anotacions sobre les invasions anglosaxones i desenvolupa la tesi de Gildas sobre la pèrdua del favor diví per part dels britons, per suggerir que l'esmentat favor havia passat als anglosaxons ja cristianitzats.
En el període posterior a Beda, els escrits de Gildas van proveir el model més important per al tractament que va fer Alcuí de York de les invasions normandes i, en particular, les seves cartes sobre el saqueig de Lindisfarne el 793. L'acció d'invocar Gildas com a exemple històric, suggereix la idea d'una reforma moral i religiosa com a remei a les invasions. De la mateixa manera, Wulfstan de York es va basar en Gildas a l'hora de fer els seus sermons.